# Baños de Río Tobía
Baños de Río Tobía – gmina w Hiszpanii, w prowincji La Rioja, w La Rioja, o powierzchni 17,59 km². W 2011 roku gmina liczyła 1662 mieszkańców.